# 버스터 펠프스
버스터 펠프스(Buster Phelps, 1926년 11월 5일 ~ 1983년 1월 10일)는 미국의 배우이다.
로스앤젤레스에서 태어났으며 로스앤젤레스에서 사망하였다.

## 영화
- 파랑새 (1940년)
- 안나 카레니나 (1935년)
- 나이트 플라이트 (1933년)
- 쓰리 온 어 매치 (1932년) - 로버트 커크우드 주니어 역